# Liste der deutschen Botschafter in Norwegen
Die Liste der deutschen Botschafter in Norwegen enthält die jeweils ranghöchsten konsularischen Vertreter des Deutschen Reichs, der Deutschen Demokratischen Republik und der Bundesrepublik Deutschland in Norwegen. Sitz der Botschaft ist in Oslo.

## Deutsches Reich
| Name                                                  | Amtszeit  | Anmerkungen   |
| ----------------------------------------------------- | --------- | ------------- |
| Georg von Oertzen                                     | 1888–1892 | Generalkonsul |
| Oscar Wilhelm Stübel                                  | 1906–1907 |               |
| Karl Georg von Treutler                               | 1907–1911 |               |
| Alfred von Oberndorff                                 | 1912–1916 |               |
| Gustav Michahelles                                    | 1916–1917 |               |
| Paul von Hintze                                       | 1917–1918 |               |
| Gerhard von Mutius                                    | 1918–1920 |               |
| Edmund Rhomberg                                       | 1920–1928 |               |
| Erich Wallroth                                        | 1928–1929 |               |
| Roland Köster                                         | 1929–1931 |               |
| Ernst von Weizsäcker                                  | 1931–1933 |               |
| Heinrich Rohland                                      | 1934–1936 |               |
| Heinrich Sahm                                         | 1936–1939 |               |
| Curt Bräuer                                           | 1939–1940 |               |
| 1940–1945: Deutsche Besatzung (keine Außenvertretung) |           |               |

## Deutsche Demokratische Republik
Diplomatische Beziehungen zwischen der Deutschen Demokratischen Republik und Norwegen bestanden seit dem 17. Januar 1973.
| Name               | Amtszeit  |
| ------------------ | --------- |
| Peter Hintzmann    | 1973–1977 |
| Werner Krause      | 1977–1984 |
| Gerhard Waschewski | 1984–1989 |
| Günter Schurath    | 1989–1990 |

## Bundesrepublik Deutschland
| Name                          | Amtszeit  | Anmerkungen |
| ----------------------------- | --------- | ----------- |
| Georg von Broich-Oppert       | 1951–1956 | Gesandter   |
| Kurt Oppler                   | 1956–1959 |             |
| Carl von Holten               | 1959–1964 |             |
| Heinrich Böx                  | 1964–1966 |             |
| Felician Prill                | 1966–1967 |             |
| Richard Balken                | 1967–1970 |             |
| Gerhard Ritzel                | 1970–1974 |             |
| Otto Erich Sigismund Heipertz | 1974–1978 |             |
| Edgar von Schmidt-Pauli       | 1979–1980 |             |
| Johannes Balser               | 1980–1985 |             |
| Harald Hofmann                | 1985–1992 |             |
| Helmut Wegner                 | 1992–1996 |             |
| Wilhelm Schürmann             | 1996–1999 |             |
| Peter Metzger                 | 1999–2001 |             |
| Horst Winkelmann              | 2001–2005 |             |
| Roland Mauch                  | 2005–2009 |             |
| Detlev Rünger                 | 2009–2012 |             |
| Axel Berg                     | 2012–2016 |             |
| Thomas Götz                   | 2016–2018 |             |
| Alfred Grannas                | 2018–2022 |             |
| Detlef Wächter                | seit 2022 |             |

## Galerie

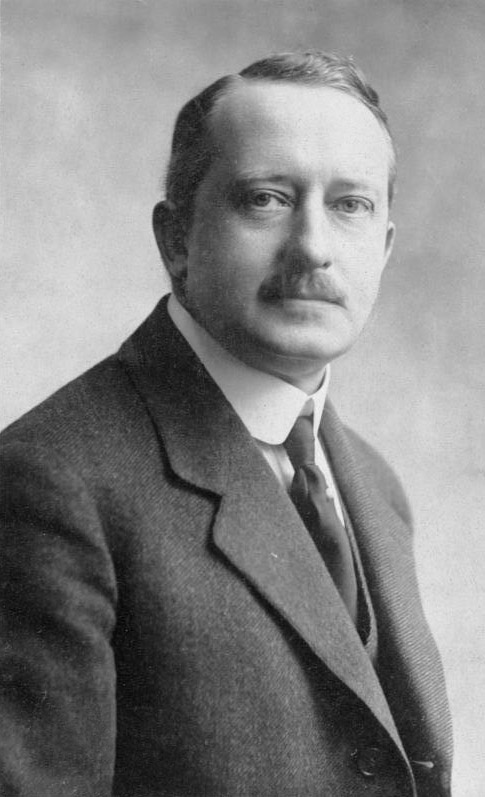
Alfred von Oberndorff (1910)
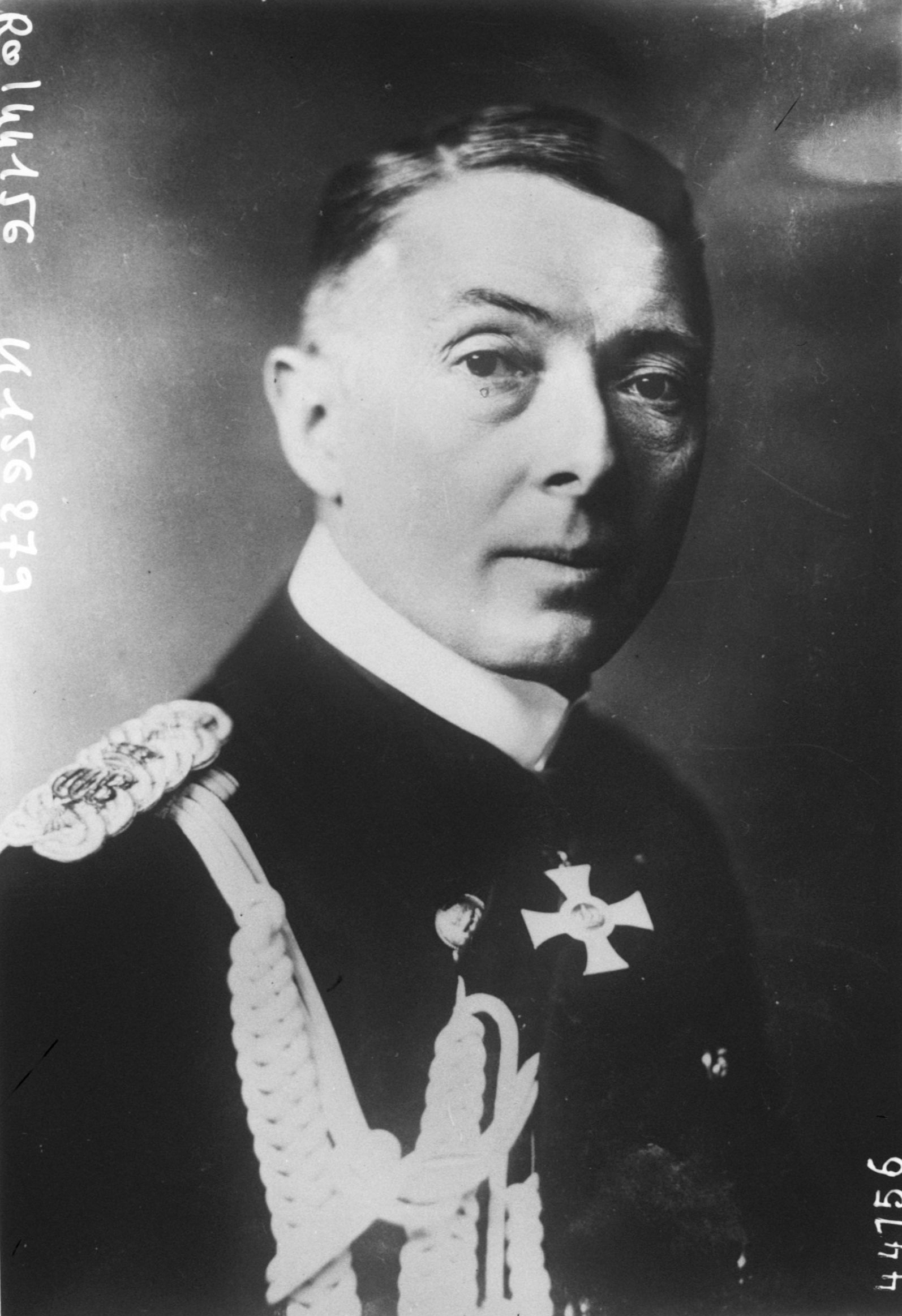
Paul von Hintze (1915)
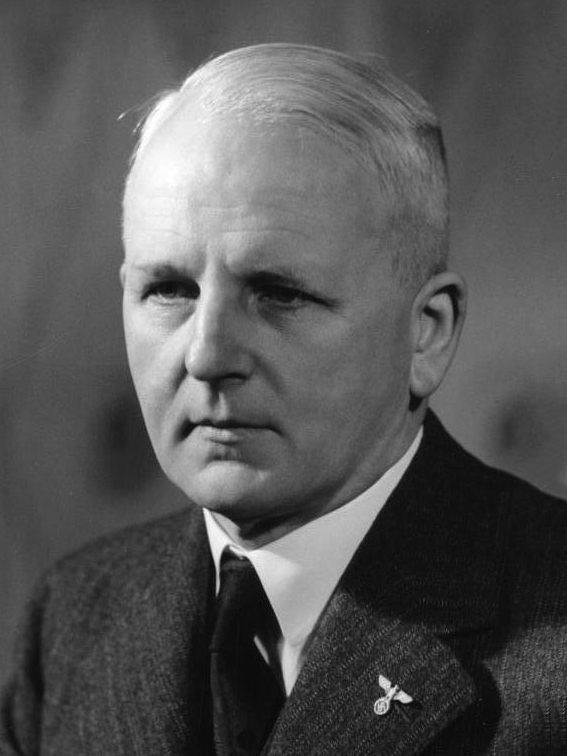
Ernst von Weizsäcker (1938)
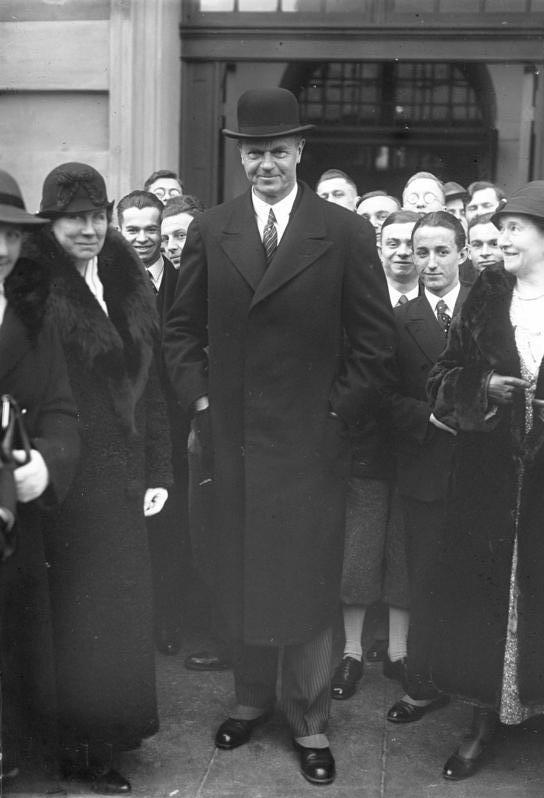
Heinrich Sahm (1932)
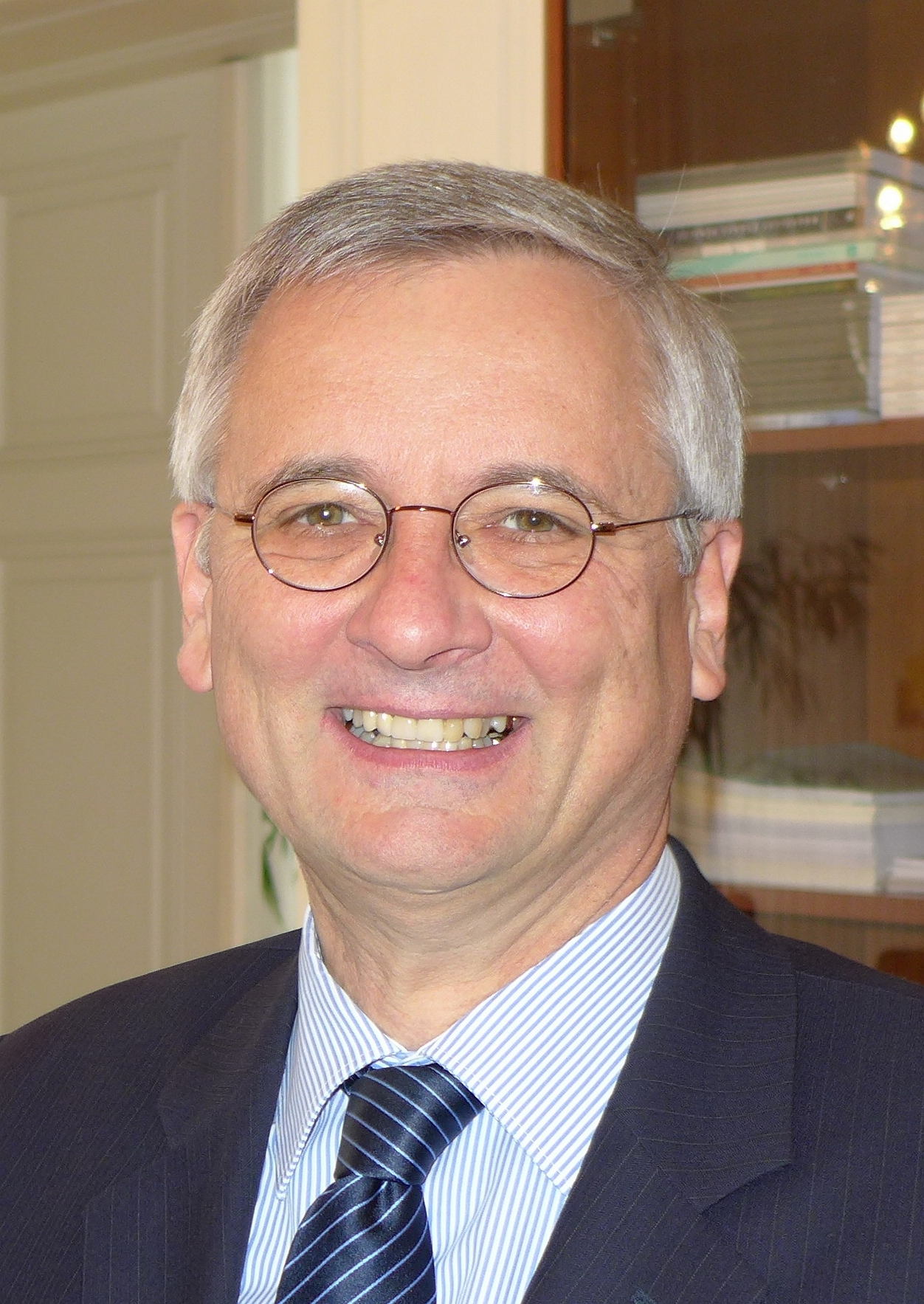
Detlev Rünger (2015)